# Công chúa Lalla Joumala Alaoui
Công chúa Lalla Joumala Alaoui (sinh năm 1962, Rabat) là một nhà ngoại giao người Maroc, Đại sứ Maroc tại Hoa Kỳ, và cựu Đại sứ Maroc tại Vương quốc Anh.